# 璜斯

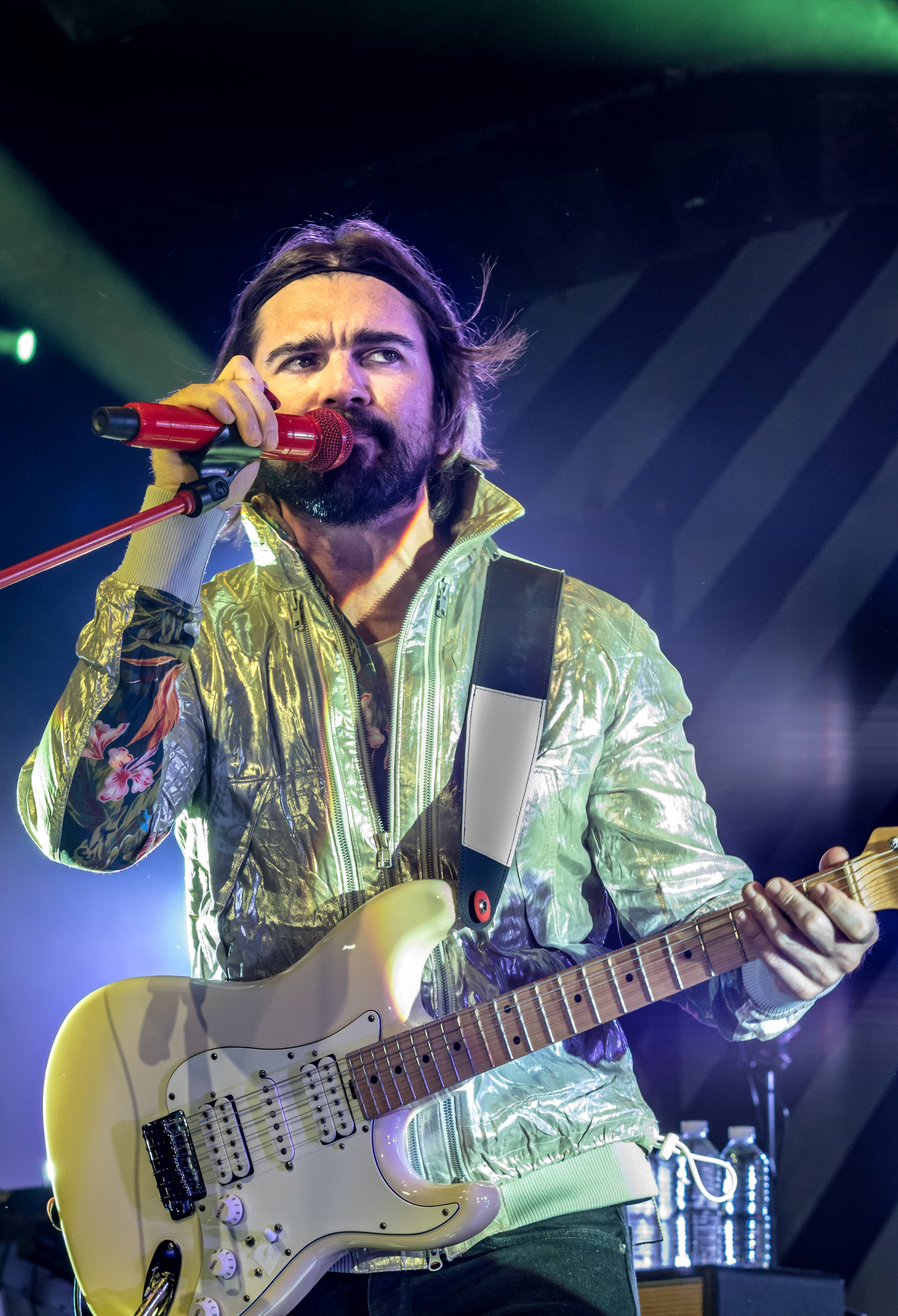
璜斯 (Juanes). Zelt-Musik-Festival 2015 in Freiburg im Breisgau, Germany

璜斯 （Juanes, 全名为：璜·艾斯特班·亞里斯提巴爾·巴斯克茲, Juan Esteban Aristizábal Vásquez, 1972年8月9日—）。 是哥倫比亞的流行歌手。目前被認為是世界圖標，由於其國際成功。